# Калнциемская волость
Калнциемская волость (латыш. Kalnciema pagasts) — одна из семнадцати территориальных единиц Елгавского края Латвии. Находится на севере края. Граничит с Ливберзской и Валгундской волостями своего края и Яунберзской волостью Добельского края.

## История
Границы нынешней Калнциемской волости значительно отличаются от ранее существовавших волостей, имевших то же название. В 1935 году Калнциемская волость Елгавского уезда имела площадь 182 км².
В 1945 году в состав волости входили Калнциемский и Кайгский сельские советы. После отмены в 1949 году волостного деления Калнциемсу присвоили статус рабочего посёлка (посёлка городского типа). Ликвидированные Калнциемский, Рудульский и Валгундский сельсоветы были объединены и составили Калнциемскую сельскую территорию. 31 декабря 1949 года Калнциемский и Валгундский сельсоветы были восстановлены.
В 1977 году часть Калнциемской сельской территории была переподчинена Калнциемскому поселковому совету, в дальнейшем Валгундскому сельсовету.
14 ноября 1991 года Калнциемс получил статус города. В январе 2010 года Калнциемс утратил городской статус и был объединён со своей сельской территорией в Калнциемскую волость, которая вошла в состав Елгавского края.

## Известные люди
- Эрнст Иоганн Бирон — Курляндский герцог, граф (1730), фаворит русской императрицы Анны Иоанновны, родился 23 ноября (3 декабря) 1690 в Кальнцеме, умер 17 (28) декабря 1772 в Митаве.